# 沼田銀行

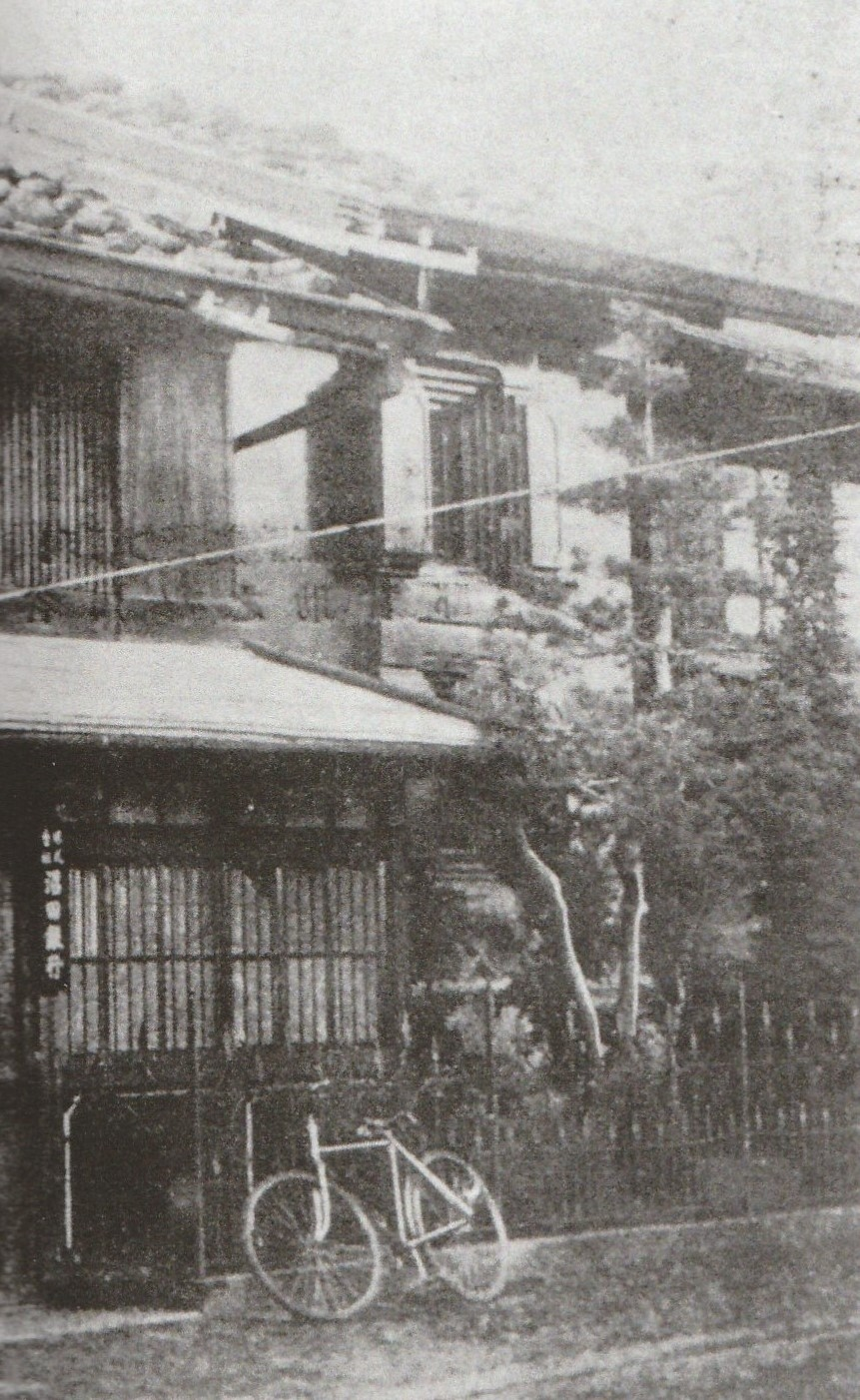
沼田銀行

沼田銀行（ぬまたぎんこう）は、群馬県利根郡沼田町に設立された、明治期の私立銀行。
1897年（明治30年）に、資本金5万円（払込済1万2500円）で設立。初代頭取には黒岩佐太夫が就任。1913年（大正2年）に、経営陣が変わると共に、東京へ移転し淀橋銀行（よどばしぎんこう）と改称し実質的に閉業した。

## 沿革
- 1897年（明治30年）1月6日：設立
- 1897年（明治30年）3月2日：開業
- 1913年（大正2年）1月14日：東京へ移転し淀橋銀行に改称